# کوسکوس‌های زمین‌رو
کوسکوس‌های زمین‌رو (نام علمی: Strigocuscus) نام یک سرده از تیره درخت‌نوردان کیسه‌دار است.

## گونه‌ها
- کوسکوس کوتوله سوالسی (Strigocuscus celebensis)
- کوسکوس بانگای (Strigocuscus pelengensis)